# Port lotniczy Tinson Pen
Port lotniczy Tinson Pen (IATA: KTP, ICAO: MKTP) – port lotniczy zlokalizowany w mieście Kingston, na Jamajce.